# Neocrepidodera puncticollis
Neocrepidodera puncticollis es una especie de insecto coleóptero de la familia Chrysomelidae. Fue descrita científicamente en 1879 por Reitter.